# Feldkino
Als Feldkino oder Frontkino werden Kinos bezeichnet, welche im Ersten Weltkrieg und Zweiten Weltkrieg als Wanderkino für die Unterhaltung von Soldaten an der Kriegsfront sorgten. Da die Feldkinos von den jeweiligen Kriegsländern für die eigenen Soldaten organisiert wurden, unterlagen sie der Zensur und Propaganda des jeweiligen Landes.
Heutzutage werden Truppen an der Kriegsfront meistens durch Auftritte von Comedians, Kabarettisten und Musikern unterhalten. Durch den technischen Fortschritt gibt es Fernsehen und Radio über Satellit.

## Filmische Dokumentationen
- Macht der Bilder – Lüge und Propaganda im Ersten Weltkrieg. Günter Kaindlstorfer, ORF 2014.